# V Hlinišťatech
V Hlinišťatech este o arie protejată (arie specială de conservare — SAC, sit de importanță comunitară — SCI) din Republica Cehă întinsă pe o suprafață de 1,29 ha, integral pe uscat.

## Localizare
Centrul sitului V Hlinišťatech este situat la coordonatele 49°57′40″N 13°46′05″E / 49.961111°N 13.768056°E.

## Înființare
Situl V Hlinišťatech a fost declarat sit de importanță comunitară în noiembrie 2009 pentru a proteja 2 specii de animale. Situl a fost protejat și ca arie specială de conservare în iulie 2012.

## Biodiversitate
Situată în ecoregiunea continentală, aria protejată nu include niciun habitat protejat.
La baza desemnării sitului se află mai multe specii protejate de  amfibieni (2): izvoraș-cu-burta-galbenă (Bombina variegata), triton cu creastă (Triturus cristatus).